# Güterboden Bahnhof Radebeul Ost
Der historische Güterboden des Bahnhofs Radebeul Ost ist Teil des Bahnhofsensembles des Bahnhofs Radebeul Ost der sächsischen Stadt Radebeul. Die Adresse ist Am alten Güterboden 4 (ehemals Sidonienstraße 1c) im Ursprungsstadtteil Radebeul.

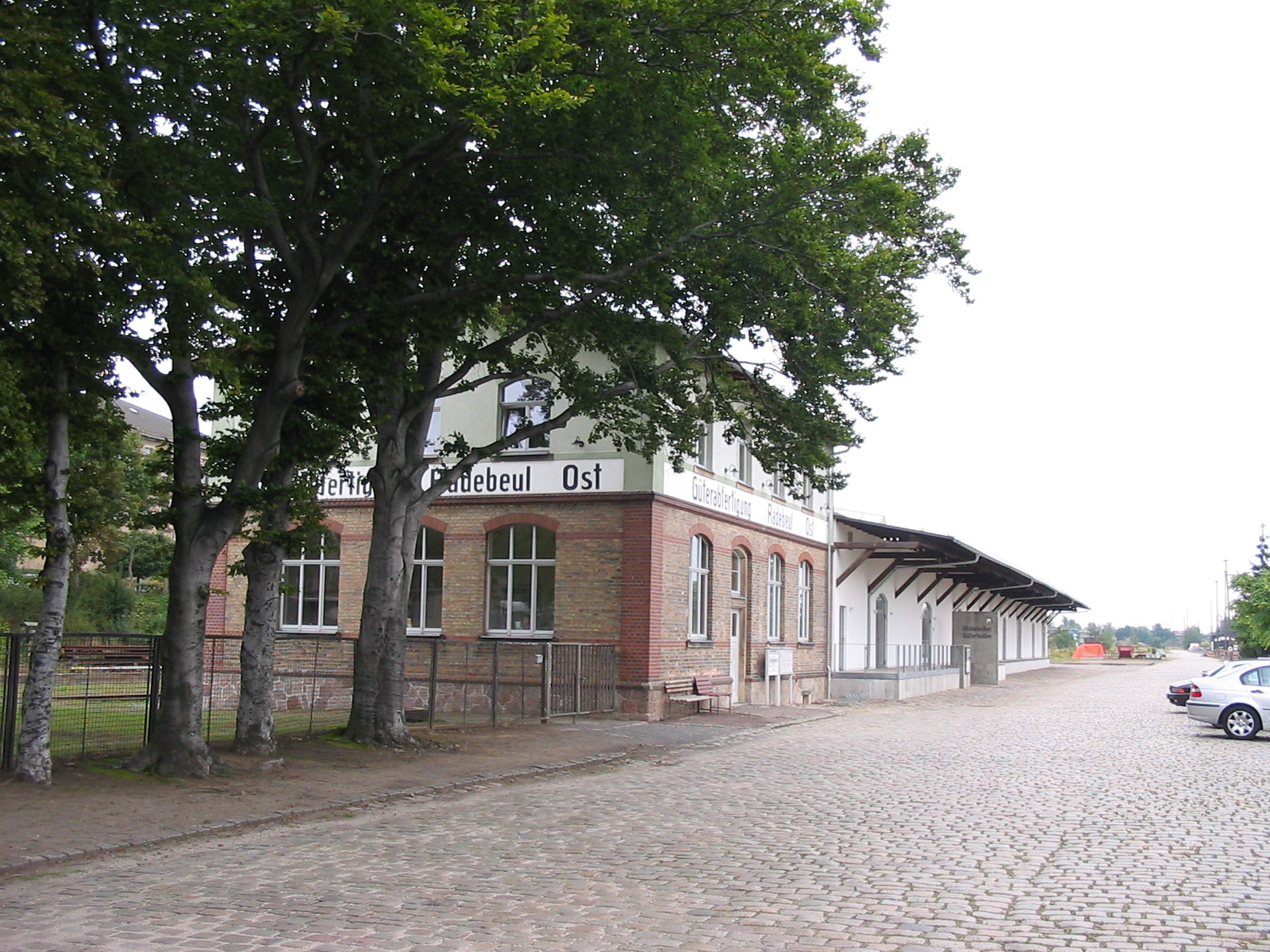
Historischer Güterboden an der Straße Am alten Güterboden

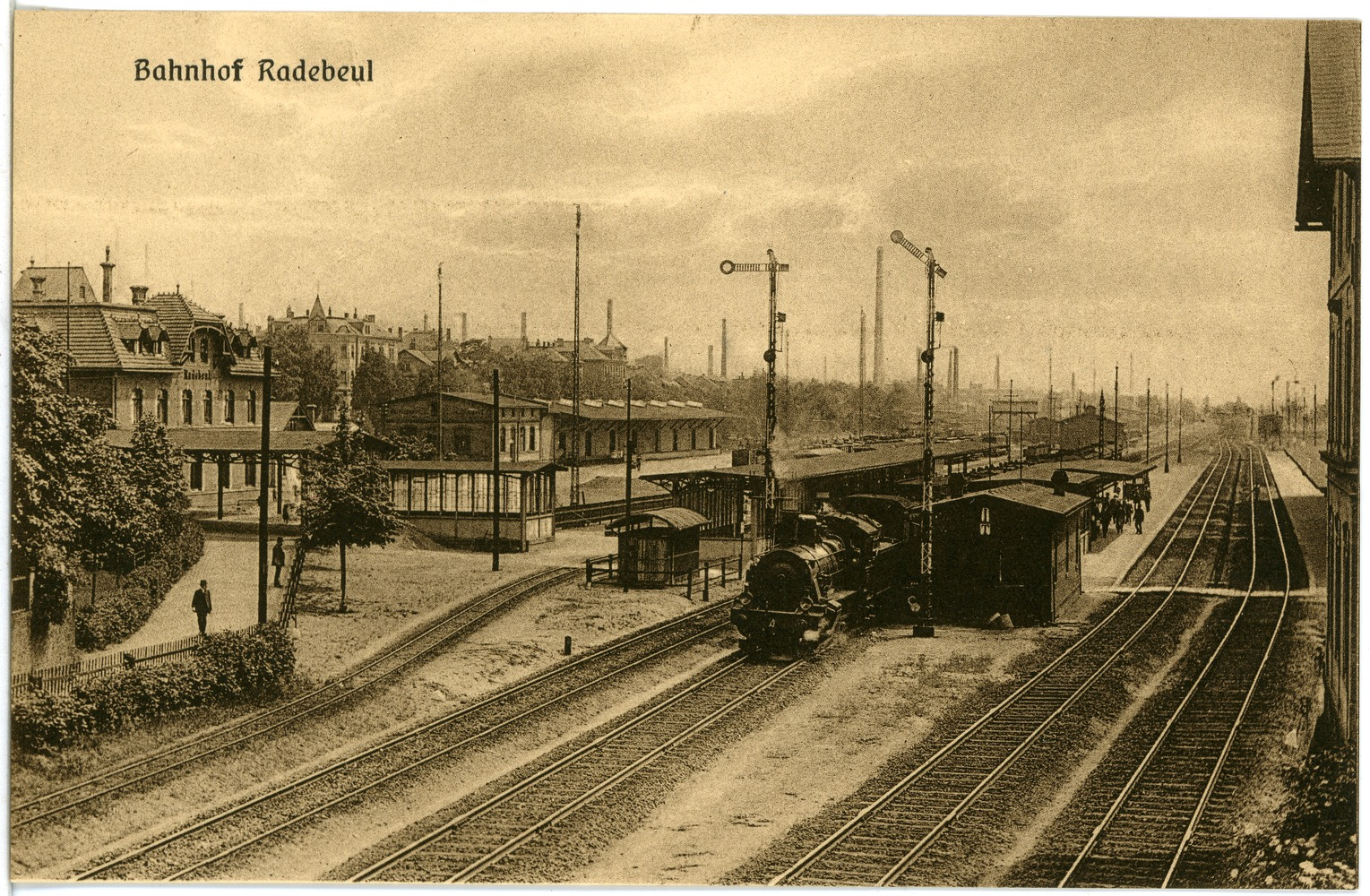
Der Güterboden 1914

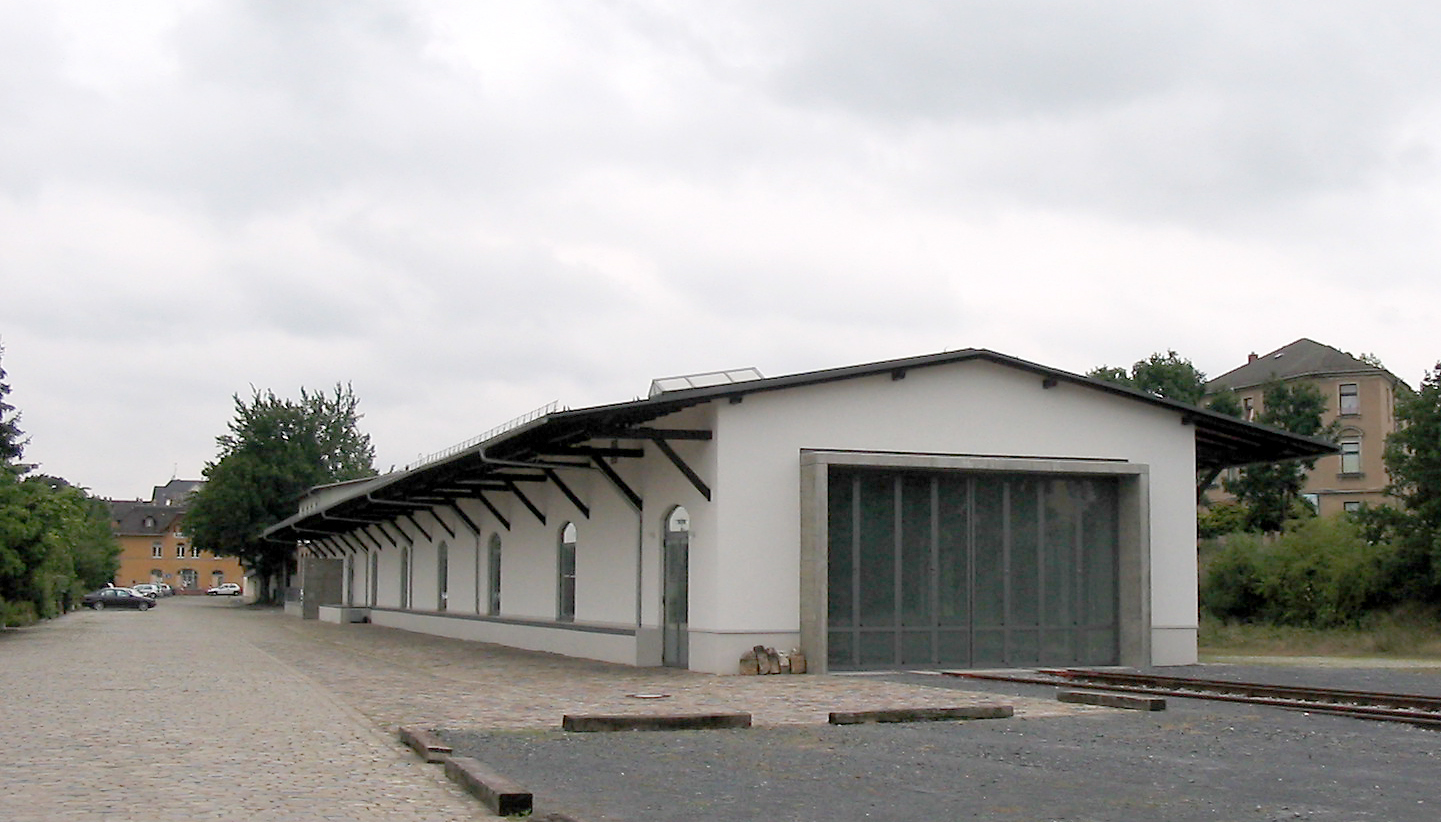
Zufahrt in den Güterboden

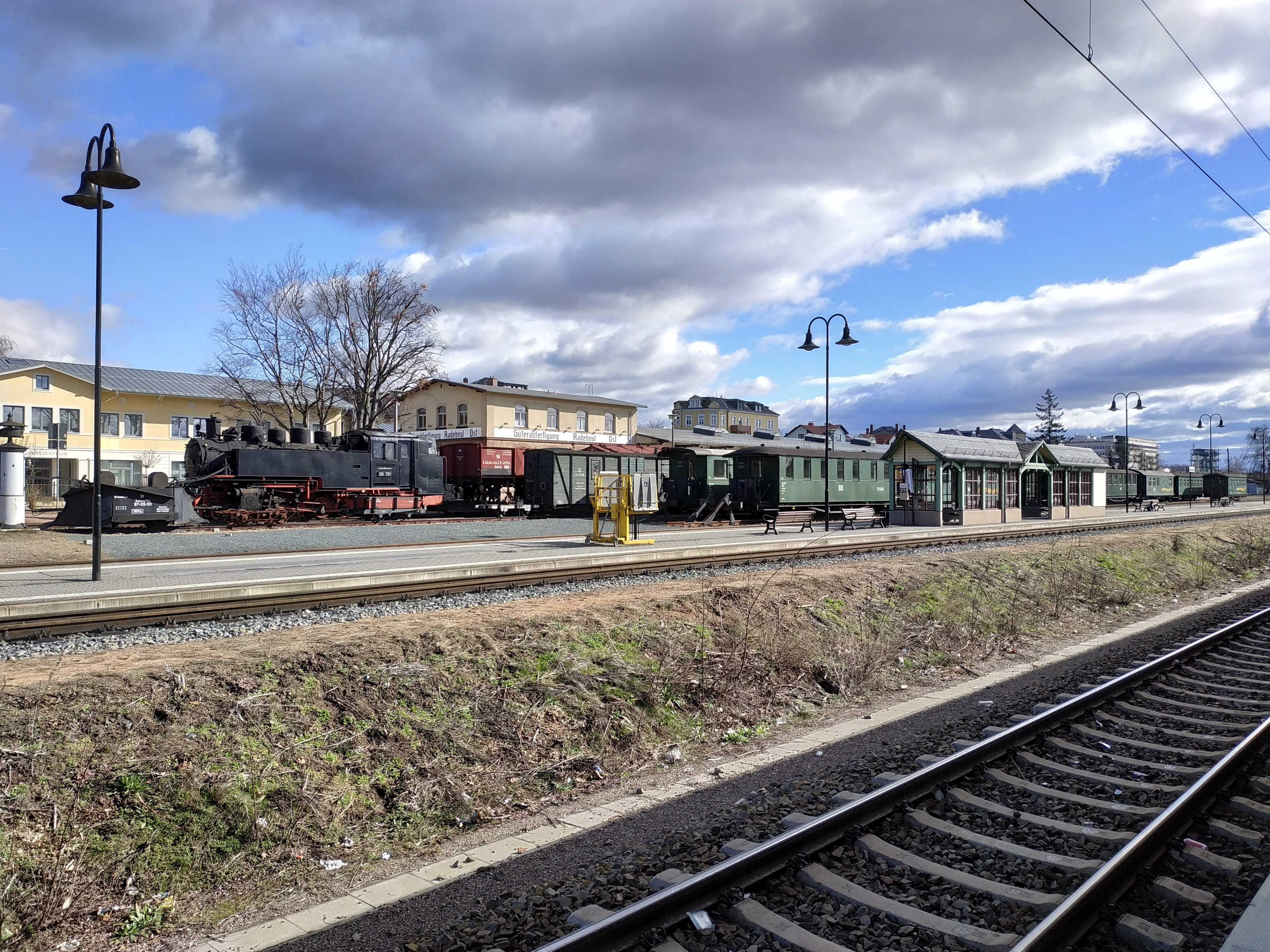
Teile der Sammlung des Schmalspurbahnmuseums im Außenbereich des Güterbodens; links der bahnseitige Zugang zum Tagungszentrum

Der denkmalgeschützte Güterboden ist ein Einzeldenkmal der Sachgesamtheit der schmalspurigen Lößnitzgrundbahn.
Auf der Straßenseite zu den Gleisen hin befindet sich die Außenaufstellung insbesondere der Ausstellung historischer sächsischer Schmalspurfahrzeuge im Eigentum des Verkehrsmuseums Dresden sowie weiterer Fahrzeuge vor allem im Eigentum der Traditionsbahn Radebeul (TRR) und der Sächsischen Dampfeisenbahngesellschaft (SDG). Das von der Denkmalpflege dem Standort Radebeul Ost zugeordnete rollende Gut findet sich in der Liste der Radebeuler Kulturdenkmale der Lößnitzgrundbahn, ebenso wie die weiteren zum Schmalspurbahnhof gehörenden Immobilien wie Heizhaus, Kohleschüttung oder Wasserkran.

## Beschreibung
Der historische Güterboden besteht aus zwei Baukörpern: Einem schlichten eingeschossigen Güterschuppen mit weit vorkragendem Dach und mit Gleisanschluss auf der Seite des Betriebsgeländes.
Links bzw. zur öffentliche Straße hin steht der zweigeschossige Kopfbau, der als Verwaltungsgebäude diente. Dies Gebäude schließt an das weiter links stehende Eisenbahner-Wohnhaus Bahnhof Radebeul Ost (Am alten Güterboden 2) an. Der Kopfbau besteht teilweise aus Ziegelsteinfassaden.
Die zwischen Schuppen und Ausstellungsfreigelände verlaufende, ehemalige Ladestraße Am alten Güterboden ist mit Kopfsteinen gepflastert.

## Geschichte
Die 1899 errichtete ehemalige Güterabfertigung mit dem zweigeschossigen Kopfbau wurde Anfang der 2000er Jahre zum Schmalspurbahnmuseum Radebeul umgebaut, die Pflasterstraße davor erhielt 2005 den Namen Am Alten Güterboden. Der Güterboden selbst erhielt die Adresse Am Alten Güterboden 4. Der Umbau einschließlich Umgestaltung der Außenanlage wurde 2006 mit dem Radebeuler Bauherrenpreis in der Kategorie Gewerbliche und Öffentliche Bauwerke / Sonderlösungen ausgezeichnet.
In den Jahren 2010/11 fand der Städtebauliche Ideenwettbewerb Moritz-Ziller-Preis für Stadtgestaltung 2011 statt, der die Aufgabe hatte, die ehemaligen brachliegenden Bahnflächen am Güterboden bzw. entlang der Sidonienstraße zu ordnen und zukunftsfähige Konzepte zu entwickeln, wie die Stadt damit künftig umgehen sollte. In der Folge wurde an der Sidonienstraße in einer Spur parallel zum Güterboden und mit der Adresse Am Alten Güterboden 3 das 2015 eröffnete Tagungszentrum der Sächsischen Wirtschaft (TSW) errichtet.
Im Jahr 2012 wurde der fertige Güterboden zum Tag des offenen Denkmals der Öffentlichkeit präsentiert.
Bis 2017 hatte der Verein Traditionsbahn Radebeul seinen Sitz im historischen Güterboden; danach zog die Vereinsgeschäftsstelle auf das Gelände des früheren Elektrizitätswerks Niederlößnitz um, wo dem Verein eine Werkstatt zur Wageninstandsetzung zur Verfügung steht.
Im Dezember 2018 ist die SSB Schmalspurbahnmuseum Radebeul gGmbH in Radebeul nach Liquidation erloschen.
Inzwischen nutzt das Tagungszentrum den freigewordenen Veranstaltungssaal des Güterbodens bzw. des Schmalspurbahnmuseum mit den beiden untergestellten Lokomotiven 99 604 und 99 606 als Tagungsort. Der denkmalgeschützte Güterboden ist somit Teil des Tagungszentrums. In Verlängerung des Tagungsneubaus und neben dem ehemaligen Güterschuppen wurde als Hartmann-Halle (nach Gustav Hartmann) eine ca. 1000 m² große, offene überdachte Hallenkonstruktion mit vier Gleisen und Verbindung zum Schmalspurgleis der Lößnitzgrundbahn aufgestellt, unter deren Dach weitere der historischen Mobilien ausgestellt werden.